# Германович, Маркиан Яковлевич
Маркиан Яковлевич Германович (29 октября (10 ноября) 1895 — 20 сентября 1937) — советский военачальник, комкор (1935). Кавалер двух орденов Боевого Красного Знамени.

## Биография
Родился 29 октября (10 ноября) 1895 года в д. Деменичи Брест-Литовского уезда Гродненской губернии, выходец из крестьян, белорус. Окончил сельскую церковно-приходскую школу и Брест-Литовское городское четырёхклассное училище.
Служил в Русской императорской армии. Окончил Гатчинскую школу прапорщиков в 1916 году. С 1916 года воевал на Первой мировой войне. Был зачислен в Сибирский 78-й стрелковый полк, воевал младшим офицером роты, начальником пулемётной команды, адъютантом полка. За отвагу в боях неоднократно награждался и повышен в чинах до штабс-капитана.

## Гражданская война в России
Член ВКП(б) с 1918 года. В Красную армию вступил в апреле 1918 года. В 1918—1921 занимал должности командира взвода на Северном фронте, командира батальона 15-го Юрьевского коммунистического полка. С июля 1919 года — командир 138-й стрелковой бригады 46-й стрелковой дивизии,  Участвовал в боях на Северном фронте против английских интервентов и белой армии генерала Миллера на архангельском направлении, затем воевал против эстонских и финских войск, против армии генерала А. И. Деникина на Южном фронте.
С 1920 года — начальник 52-й стрелковой дивизии, воевал против армии П. Н. Врангеля, а в 1921 году против отрядов Н. Махно.

## В годы мирного строительства
В 1921 — командир 3-й стрелковой дивизии. С 1921 — помощник командующего войсками Харьковского военного округа. С мая 1922 г. — начальник 15-й Сивашской стрелковой дивизии. В 1923 году окончил Высшие академические курсы при Военной академии РККА и был назначен в июне 1923 года командиром 23-й Харьковской стрелковой дивизии.
21 апреля 1922 года Совет Труда и Обороны принял постановление об организационных изменениях в Вооружённых Силах Украины и Крыма — о слиянии Киевского и Харьковского военных округов. Киевский военный округ и Харьковский военный округ были объединены в Юго-Западный военный округ. Командующим войсками округа назначен М. Я. Германович. Однако округ существовал лишь около месяца (с 21.04.1922 по 27.05.1922 г.).
С июня 1924 г. по март 1926 г. — командир 5-го стрелкового корпуса. С март 1926 г. по апрель 1928 — помощник командующего войсками Белорусского военного округа. Из аттестации, подписанной командующим войсками Белорусского военного округа А. И. Егоровым: «Отличный и знающий военное дело командир. Выдержанный партиец и активный общественный работник. По компетенции вполне справляется с работой по разным вопросам окружного масштаба. Как помкомвойсками является действительным практическим заместителем командующего войсками округа и вполне заслуживает выдвижения на самостоятельную работу по должности комвойсками в порядке очереди. На военное время — готовый командарм». С апреля 1928 г. по июль 1930 г. — помощник командующего войсками Среднеазиатского военного округа. Затем до августа 1932 г. работал в должности помощника командующего войсками Московского военного округа. С августа 1932 г. — помощник командующего войсками Белорусского военного округа. С августа 1933 г. — начальник и военком Военной академии механизации и моторизации РККА, которую возглавлял до июня 1936 г. С июня 1936 г. — армейский инспектор Ленинградского военного округа. С марта 1937 г. — заместитель командующего войсками того же округа.
Маркиан Яковлевич уволен из РККА 31.05.1937. Арестован 7.08.1937, проживал по адресу: Ленинград, Артиллерийская ул., д.10, кв.6. Одним из поводов к аресту стала дружба с М. Н. Тухачевским.
Приговорён Военной Коллегией Верховного суда 20.09.1937 по обвинению в участии в контрреволюционной террористической организации. Расстрелян 20.09.1937. Реабилитирован 06.04.1957.

## Воинские чины и звания
- Прапорщик — 12.03.1916
- Подпоручик
- Поручик
- Штабс-капитан — 1917
- Комкор — 20.11.1935[4]

## Награды
Награждён двумя орденами Красного Знамени (28.05.1920, 1925).